# Liste der Baudenkmale in Brunsleberfeld
In der Liste der Baudenkmale in Brunsleberfeld sind die Baudenkmale des niedersächsischen gemeindefreien Gebiets Brunsleberfeld, das räumlich zu Räbke gezählt wird. Der Stand der Liste ist der 24. April 2022. Die Quelle der Baudenkmale ist der Denkmalatlas Niedersachsen.

## Allgemein
In den Spalten befinden sich folgende Informationen:
- Lage: die Adresse des Baudenkmales und die geographischen Koordinaten. Kartenansicht, um Koordinaten zu setzen. In der Kartenansicht sind Baudenkmale ohne Koordinaten mit einem roten Marker dargestellt und können in der Karte gesetzt werden. Baudenkmale ohne Bild sind mit einem blauen Marker gekennzeichnet, Baudenkmale mit Bild mit einem grünen Marker.
- Bezeichnung: Bezeichnung des Baudenkmales
- Beschreibung: die Beschreibung des Baudenkmales. Unter § 3 Abs. 2 NDSchG werden Einzeldenkmale und unter § 3 Abs. 3 NDSchG Gruppen baulicher Anlagen und deren Bestandteile ausgewiesen.
- ID: die Objekt-ID des Baudenkmales
- Bild: ein Bild des Baudenkmales, ggf. zusätzlich mit einem Link zu weiteren Fotos des Baudenkmals im Medienarchiv Wikimedia Commons. Wenn man auf das Kamerasymbol klickt, können Fotos zu Baudenkmalen aus dieser Liste hochgeladen werden:

## Brunsleberfeld

### Gruppe: Försterei Brunsleberfeld
Die Gruppe „Försterei Brunsleberfeld“ hat die ID .

| Lage                                            | Bezeichnung | Beschreibung | ID | Bild |
| ----------------------------------------------- | ----------- | --- | -- | ---- |
| Brunsleberfeld 133 52° 10′ 54″ N, 10° 50′ 35″ O | Forsthaus   | Zweigeschossiger und traufständiger Massivbau in Kalksteinmauerwerk unter Satteldach. Fassade mit Segmentbogenfenstern, Hervorhebungen durch rote Ziegelziersetzungen und Lisenen, Fensterbänke aus Sandstein. Hauptzugang über die östliche Giebelseite hinter einer vorgelagerten Treppe mit Vordach. Ausgebautes DG mit Gauben, diese mit Schiefer verkleidet. |    |      |